# Groupe d'Ehrenfeld
Pour les articles homonymes, voir Ehrenfeld.

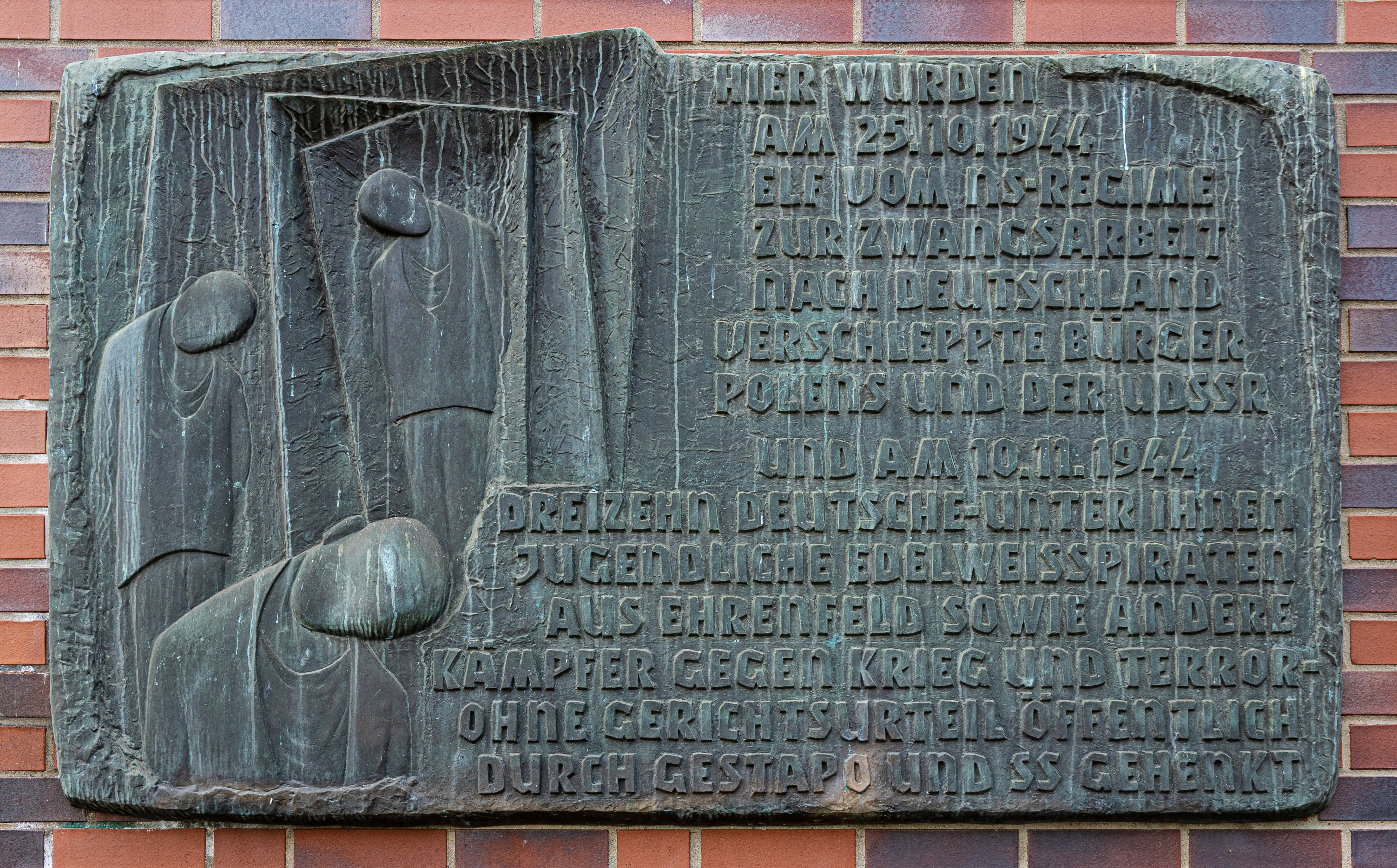
plaque commémorative du Groupe d'Ehrenfeld Située à Cologne-Ehrenfeld.(Rhénanie du Nord-Westphalie)

Le Groupe d'Ehrenfeld (parfois appelé Groupe Steinbrück) ((de) Ehrenfelder Gruppe ou Steinbrück-Gruppe) a été, à Cologne, pendant l'été et l'automne  1944, un groupe de résistance contre le Nazisme.
Plus de cent personnes en ont fait partie, autour de Hans Steinbrück, un détenu échappé du camp de concentration de Cologne-Messe : des Pirates Edelweiss du quartier populaire de Cologne-Ehrenfeld, des jeunes, des détenus et des travailleurs forcés échappés, des juifs et des déserteurs. Le 10 novembre 1944, 13 membres du groupe ont été publiquement exécutés par la Gestapo.
Après la Seconde Guerre mondiale le groupe et ses activités ont été au centre d'une controverse persistant encore de nos jours : s'agissait-il d'un véritable groupe de résistance au nazisme ?

## Trame historique

### Composition
Le quartier populaire d'Ehrenfeld ((de) Champ d'honneur) de Cologne a été largement détruit par des bombardements pendant la seconde guerre mondiale. En 1944 ce quartier n'était plus qu'un champ de ruines et les structures sociales s'étaient largement dissoutes. C'est pourquoi, il était une cache idéale pour des hommes vivant dans l'illégalité : déserteurs, prisonniers, travailleurs forcés ou juifs évadés. Parmi eux figurait Hans Steinbrück, surnommé « Hans la bombe », évadé en juillet 1943 du camp de concentration de Cologne-Messe. Après son évasion, il s'est réfugié chez une connaissance vivant à Ehrenfeld.

### Activités
Steinbrück a d'abord stocké des produits alimentaires et des armes dans la cave de la maison où il était caché et qui servait également de refuge à des juifs et des travailleurs évadés. Ainsi par exemple le groupe a volé 26 quintaux de beurre. Pour ne pas avoir à stocker trop de marchandises, les marchandises devaient être revendues, parfois imprudemment, sur le marché noir. Cette imprudence a incité plusieurs jeunes à prendre leurs distances vis-à-vis du groupe.

### Exécutions
Le 10 novembre 1944 dans la Hüttenstraße à Ehrenfeld treize membres du groupe d'Ehrenfeld, dont Steinbrück et cinq jeunes, sont publiquement exécutés par la Gestapo sans jugement préalable. Cinq meurtres et une tentative de vol d'explosif leur sont imputés. Plus de 400 personnes assistent à l'exécution.
Sont exécutés :
- Hans Steinbrück, 12 avril 1921
- Günther Schwarz (de), né le 26 août 1928
- Gustav Bermel (de), né le 11 août 1927
- Johann Müller, né le 29 janvier 1928
- Franz Rheinberger (de), né le 22 février 1927
- Adolf Schütz, né le 3 janvier 1926
- Barthel Schink, né le 25 novembre 1927
- Roland Lorent, né le 12 mars 1920
- Peter Hüppeler (de), né le 9 janvier 1913
- Josef Moll, né le 17 juillet 1903
- Wilhelm Kratz (de), né le 6 janvier 1902
- Heinrich Kratina (de), né le 15 janvier 1906
- Johann Krausen, né le 10 janvier 1887

## Source
- (de) Cet article est partiellement ou en totalité issu de l’article de Wikipédia en allemand intitulé « Ehrenfelder Gruppe » (voir la liste des auteurs).